# Bienal Internacional de Cine Científico
la Bienal Internacional de Cine Científico (BICC) se creó en 1977 como primer festival del audiovisual científico en España y Europa. La Bienal Internacional de Cine Científico también se le ha denominado durante los últimos 20 años como el Certamen UNICAJA (entidad financiera de Andalucía que ha venido apoyando su desarrollo desde sus orígenes a través de la Caja de Ronda); aunque su nombre siempre ha estado vinculado a la referencia geográfica e histórica de sitio que la vio nacer: Ronda, ciudad del cine científico, ubicada en la provincia de Málaga, en España. 
De hecho, y más allá de ser un lugar reconocido a nivel mundial por su enorme patrimonio cultural, histórico y turístico que tiene, Ronda se ha convertido en el escaparate internacional dedicado al cine científico y que se había venido desarrollando de un modo presencial durante una semana en el mes de noviembre de los últimos 33 años; así, y como lugar sede de la Bienal, Ronda se ha convertido en un espacio y referente local y global (glocal) donde se muestran las mejores imágenes y sonidos de la ciencia y tecnología del mundo en tanto que certamen audiovisual pionero.
Con 30 ediciones, la Bienal en Ronda se ha convertido en un festival donde se proyectan dentro de su sección oficial a concurso, las obras audiovisuales finalistas elegidas por los comités especializados de preselección y premiadas por jurados integrados con investigadores, docentes, expertos, profesionales y especialistas del ámbito audiovisual de reconocido prestigio internacional. Los diversos premios de la Bienal reconocen la calidad audiovisual, actualidad, rigor, pertinencia o valor científico de películas de cine, vídeo y emisiones de TV dedicadas a la investigación, comunicación, divulgación o popularización audiovisual de la ciencia y tecnología que se presentaban al certamen. Además, como actividades complementarias, y de forma paralela, durante la Bienal se realizan una serie de eventos académicos y audiovisuales como muestras, reconocimientos, cursos, exposiciones, conferencias y mesas redondas de debate sobre distintos temas científicos del conocimiento y cultura universal. Son más de 3 décadas de imágenes audiovisuales de ciencia y tecnología
Sin embargo, con sus proyecciones audiovisuales, la BICC nació con el objetivo de mostrar y compartir contenidos audiovisuales científicos con los centros educativos de la ciudad; y se ha convertido en referente internacional de divulgación científica; y en 2014 se ha convocado su 27 edición bajo un innovador formato multisede que llevará a que el festival se celebre simultáneamente en cuántos países quieran adherirse, principalmente en Iberoamérica, gracias al apoyo de la Asociación Española de Cine e Imagen Científicos (ASECIC) y la colaboración de RedCLARA y RedIRIS.